# Dimeo van der Horst
Dimeo van der Horst (Ámsterdam, 23 de junio de 1991) es un baloncestista neerlandés. Con 1,95 metros de altura, juega en la posición de base. Luego de haber jugado profesionalmente en ligas de baloncesto 5x5 de su país, a partir de 2019 pasó a dedicarse exclusivamente al baloncesto 3x3. Representó a su país internacionalmente en las dos disciplinas, obteniendo la medalla de oro en el torneo de 3x3 de los Juegos Olímpicos de París 2024.

## Trayectoria
Van der Horst jugó entre 2007 y 2019 en la FEB Eredivisie con los equipos ABC Amsterdam, Matrixx Magixx, GasTerra Flames y Apollo Amsterdam, siendo campeón del torneo en 2008 y 2009. En 2011 participó de la DBL All-Star Gala en representación del equipo Norte.
Disputó el Tour Mundial de Baloncesto 3x3 entre 2017 y 2022 como parte del equipo Ámsterdam, pasando en 2023 al equipo chino Futian, sólo para retornar en 2024 al equipo Ámsterdam.

## Selección nacional

### Baloncesto 5x5
Van der Horst integró los seleccionados juveniles de baloncesto de los Países Bajos, disputando la División B del Eurobasket Sub-16 de 2007, los Eurobasket Sub-18 de 2008 y 2009 en su División B, y el Eurobasket Sub-20 en dos ocasiones, siendo la primera el torneo de División A de 2010 y la segunda el torneo de División B de 2011.
Con la selección absoluta también fue convocado para actuar en partidos de clasificación al Eurobasket de 2011 y de 2017.

### Baloncesto 3x3
Disputó cuatro ediciones de la Copa Mundial de Baloncesto 3x3 (Bocaue 2018, Ámsterdam 2019, Amberes 2022 y Viena 2023) y dos ediciones del torneo olímpico de baloncesto 3x3 (Tokio 2020 y París 2024). Sus mejores actuaciones en esos torneos fueron la medalla de plata en el Mundial de 2018 y la medalla de oro en los Juegos Olímpicos de 2024.